# Hydrornis schwaneri

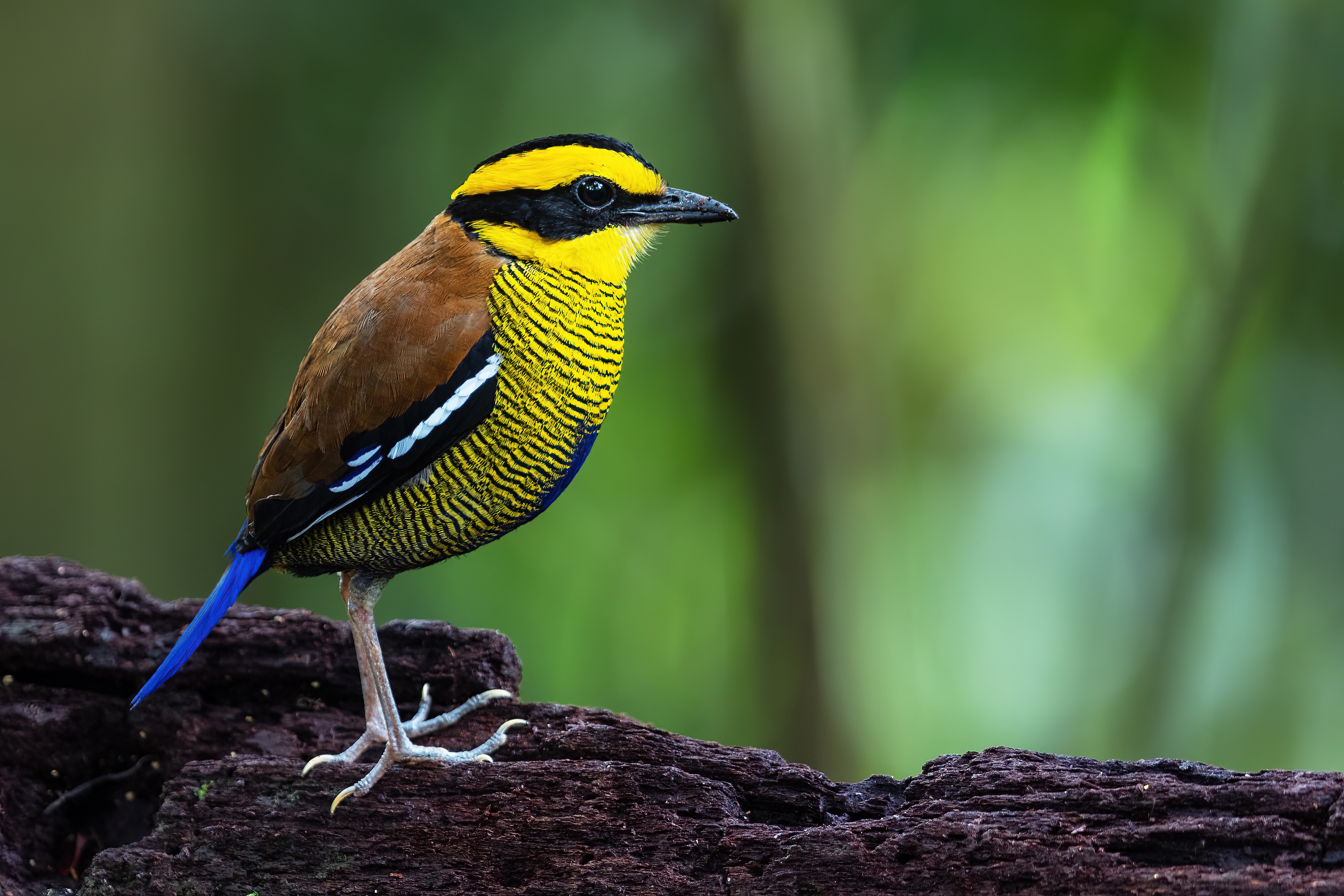
♂

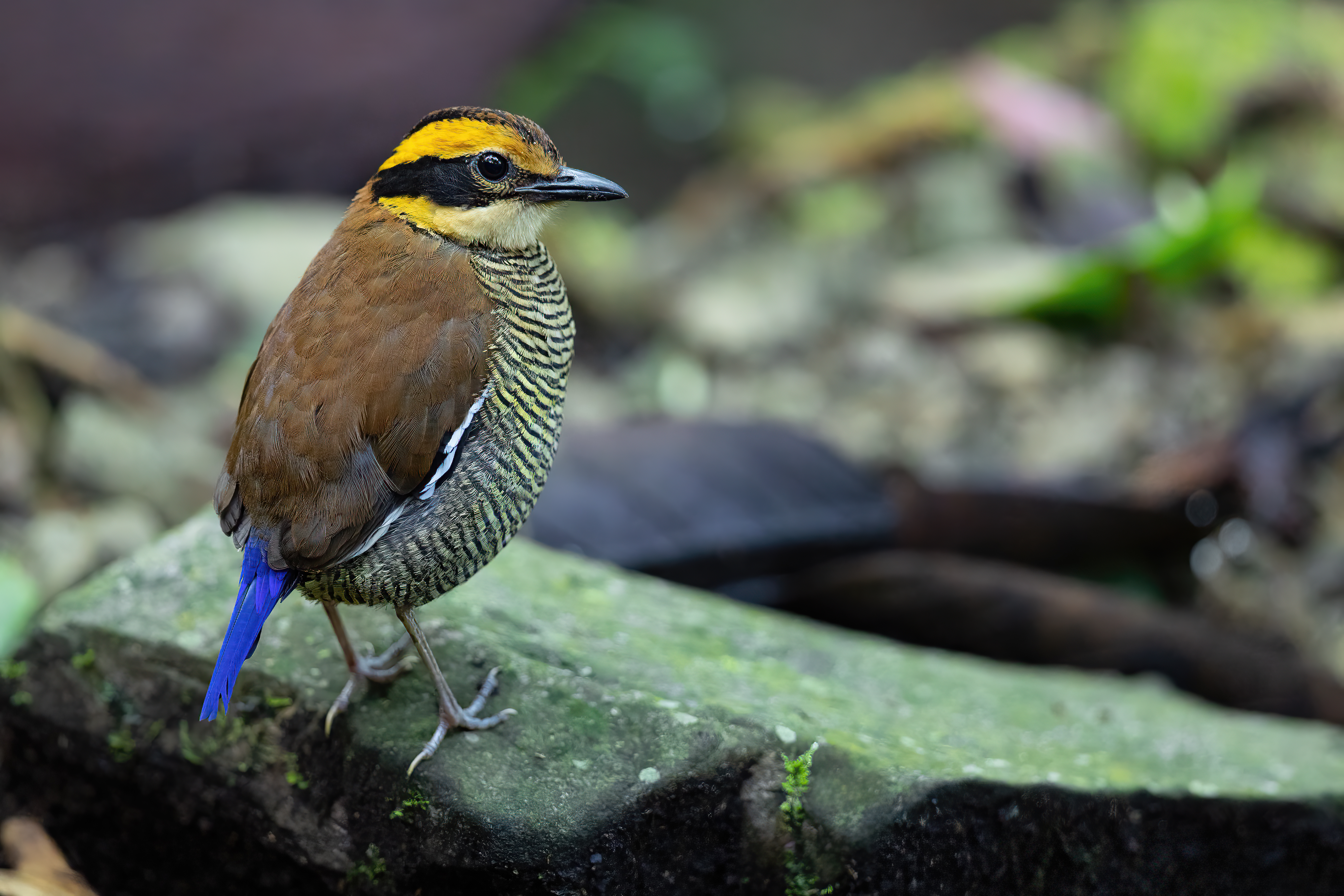
♀

La pitta barrata del Borneo (Hydrornis schwaneri (Bonaparte, 1850)) è un uccello passeriforme della famiglia dei Pittidi.

## Etimologia
Il nome scientifico di questi uccelli è stato scelto in onore al naturalista tedesco Carl Schwaner, mentre il loro nome comune si riferisce sia alla livrea che al loro areale.

## Descrizione

### Dimensioni
Misura una ventina di centimetri di lunghezza, coda compresa.

### Aspetto
Questi uccelli hanno un aspetto massiccio e paffuto, con ali e coda corte e testa e becco allungati: nel complesso, essi somigliano molto all'affine pitta barrata di Giava, rispetto alla quale presentano maggiore estensione del blu ventrale.

Nel maschio la testa presenta fronte, vertice e nuca neri, così come nera è una banda che dai lati del becco raggiunge l'orecchio e si assottiglia fino alla base del collo, mentre è presente un "sopracciglio" giallo-arancio e la gola è anch'essa gialla. Ali e dorso sono di color bruno-cannella, mentre su petto, fianchi e ventre le singole penne sono gialle nella metà prossimale e blu nella metà distale, dando a queste parti un caratteristico aspetto a barre che frutta alla specie il proprio nome comune: coda, codione, sottocoda e la parte centrale del ventre sono di colore blu, così come dello stesso colore è una banda fra petto e gola: le remiganti primarie sono nerastre, con striscia mediana bianca. La femmina presenta area bianca golare più estesa e comprendente anche la fronte, mentre la colorazione ventrale è meno brillante e tendente al brunastro, pur mantenendo l'aspetto a bande. In ambedue i sessi il becco è nerastro, le zampe sono di color carnicino e gli occhi sono bruni.

## Biologia

### Comportamento
Si tratta di uccelli diurni e solitari, estremamente territoriali nei confronti dei conspecifici, che passano la maggior parte della giornata nel folto del sottobosco, muovendosi con circospezione alla ricerca di cibo.

### Alimentazione
La dieta di questi uccelli si compone in massima parte da lombrichi e chiocciole: essa viene inoltre integrata quando possibile con insetti e altri invertebrati di piccole dimensioni.

### Riproduzione
La riproduzione di questi uccelli non è stata finora descritta in natura, ma si ritiene tuttavia che non si discosti significativamente dal pattern seguito dalle altre specie di pitte.

## Distribuzione e habitat
Come intuibile dal nome comune, la pitta barrata del Borneo è endemica della porzione centro-meridionale dell'omonima isola: l'habitat di questo uccello è rappresentato dalla foresta pluviale primaria e secondaria, con presenza di folto sottobosco.

## Tassonomia
Tradizionalmente considerata una sottospecie di pitta barrata col nome di Hydrornis guajanus schwaneri, in base alle significative differenze nella morfologia e nelle vocalizzazioni la pitta barrata del Borneo è stata elevata al rango di specie a sé stante.